# Andrzej Kruszewicz
Andrzej Grzegorz Kruszewicz (ur. 30 listopada 1959 w Białymstoku) – polski lekarz weterynarii, ornitolog, podróżnik, założyciel i szef Azylu dla Ptaków w warszawskim ogrodzie zoologicznym, którego dyrektorem jest od 2009. Autor i tłumacz wielu publikacji z zakresu ornitologii. Założyciel i honorowy członek Stołecznego Towarzystwa Ochrony Ptaków. Członek Rady Programowej Instytutu Analiz Środowiskowych.

## Życiorys
Z wykształcenia lekarz weterynarii, z zamiłowania ornitolog. Od 1991 doktor nauk weterynaryjnych – tytuł pracy doktorskiej: Badania nad występowaniem Isospora lacazei oraz jej wpływem na rozwój piskląt Passer domesticus i Passer montanus na Akademii Rolniczej we Wrocławiu na Wydziale Weterynaryjnym. Były pracownik Instytutu Ekologii PAN w Dziekanowie Leśnym. Był redaktorem naczelnym miesięcznika „Woliera”.
Prowadzi Europejską Księgę Rodowodową Turako fioletowych (Musophaga violacea). Dzięki staraniom dr Kruszewicza, w czerwcu 2008 po raz pierwszy w historii polskiej hodowli Turako wykluł się w Warszawie.
Prowadził wiele programów telewizyjnych, m.in.: Mój zwierzyniec (28 odcinków, od 2016), Żywy Bałtyk (9 odcinków, 2018) i Prywatne życie zwierząt (74 odcinki, od 2018). Od 2016 roku prowadzi w RDC autorską audycję przyrodniczą Latające radio doktora Kruszewicza (501 audycji, od 2017). Autor 40 książek i tłumacz ponad 20.

## Odznaczenia
- Odznaka honorowa Zasłużony dla Warszawy (17 maja 2018)
- Medal im. Wiktora Godlewskiego – za działalność na rzecz przyrody (2016)
- Odznaczenie Zasłużony dla Społeczności Akademickiej Wydziału Medycyny Weterynaryjnej SGGW (2016)
- Medal Honorowy Krajowej Izby Lekarsko-Weterynaryjnej BENE DE VETERINARIA MERITUS nr 58 (2016)
- Srebrny Krzyżem Zasługi (nr 424-2014-35) (2014)
- Polska Niezapominajka nr 7 – za indywidualne zasługi dla ochrony przyrody (2013)
- Złota Róża za najlepszą książkę popularnonaukową sezonu wydawniczego 2006/2007 na XI Festiwalu Nauki, Warszawa (2007)
- Odznaka honorowa Meritus (nr 213) nadana przez Krajową Radę Lekarsko-Weterynaryjną zasłużonemu dla Samorządu Lekarsko-Weterynaryjnego (13 marca 2007)
- Nagroda wydawców – Edukacja XXI - za najlepszą książkę popularnonaukową – Ptaki Polski (2005)

## Publikacje
- Sekrety życia seksualnego zwierząt, współautor K. Burda, Rebis, 2022. ISBN 978-83-8188-407-5.
- Ornitologia, t. II. Szponiaste i sokoły, współautor A. Czujkowska, Oikos, 2021. ISBN 978-83-64843-26-6.
- Zwierzęta Polski. Mała encyklopedia ilustrowana, Multico Oficyna Wydawnicza, 2021. ISBN 978-83-7763-499-8.
- Ptaki w Polsce. Spotkania z przyrodą, Multico Oficyna Wydawnicza, 2021. ISBN 978-83-7763-569-8.
- Tajemnice ptasiej alkowy, Helion, 2021. ISBN 978-83-283-4366-5.
- Sekretne życie kotów, współautor A. Czujkowska, Rebis, 2021. ISBN 978-83-8188-285-9.
- Andrzej Kruszewicz opowiada o ptakach świata, Multico Oficyna Wydawnicza, 2021. ISBN 978-83-7763-543-8.
- Planeta Bałtyk, współautor J. Pawlikowska, Słowne (Burda media), 2021. ISBN 978-83-8053-932-7.
- Sekretne życie zwierząt, REBIS, 2020. ISBN 978-83-8062-624-9.
- Histeria urbanogenes, Oikos, 2020. ISBN 978-83-64843-25-9.
- Zapraszamy ptaki do Gdyni, współautorki: A. Kochanowska, J. Czaplewska, Gmina Miasta Gdyni, 2019. ISBN 978-83-952719-0-8.
- Czy podloty to nieloty i inne tajemnice ptaków, Multico Oficyna Wydawnicza, 2018. ISBN 978-83-7763-394-6.
- Ornitologia nie tylko dla myśliwych, t. I., współautor A. Czujkowska, Oikos, 2018. ISBN 978-83-64843-13-6.
- Ptaki Polski. Mała encyklopedia ilustrowana, Multico Oficyna Wydawnicza, 2017 ISBN 978-83-7763-419-6.
- Hipokryzja. Nasze relacje ze zwierzętami, OIKOS, 2017. ISBN 978-83-6484-312-9.
- Andrzej Kruszewicz opowiada o ssakach świata, Multico Oficyna Wydawnicza, 2017. ISBN 978-83-7763-368-7.
- Ptaki Polski. Encyklopedia Ilustrowana, Multico Oficyna Wydawnicza, 2016. ISBN 978-83-7763-391-5.
- Zwierzęta chronione – podręcznik dla myśliwych, współpraca: H. Okarma, M. Bartosiewicz, Forest, 2016. ISBN 978-83-60450-72-7.
- Młody ornitolog, Multico Oficyna Wydawnicza, 2014. ISBN 978-83-7763-296-3.
- Andrzej Kruszewicz opowiada o zwierzętach, Multico Oficyna Wydawnicza, 2013. ISBN 978-83-7763-254-3.
- Moi skrzydlaci pacjenci, Multico Oficyna Wydawnicza, 2012. ISBN 978-83-7763-239-0.
- Andrzej Kruszewicz opowiada o ptakach, Multico Oficyna Wydawnicza, 2010. ISBN 978-83-7073-811-2.
- Ptaki w Polsce. Spotkania z przyrodą, Multico Oficyna Wydawnicza, 2008. ISBN 978-83-7763-569-8
- Zwierzęta w mieście. Interwencje, współautor A. Czujkowska, Multico Oficyna Wydawnicza, 2007. ISBN 978-83-7073-549-4.
- Przewodnik do plecaka. Poznajemy ptaki wokół nas, Multico Oficyna Wydawnicza, 2007. ISBN 978-83-7073-541-8.
- Ptaki Polski t. 2, Multico Oficyna Wydawnicza, 2006. ISBN 83-7073-455-3.
- Ptaki Polski t. 1, Multico Oficyna Wydawnicza, 2005. ISBN 83-7073-360-3.
- Pomagamy ptakom. Dokarmianie, przyjazny ogród, budki lęgowe, Multico Oficyna Wydawnicza, 2005. ISBN 83-7073-410-3.
- Bażanty. Gatunki, pielęgnacja, choroby, współautor Błażej Manelski, Multico Oficyna Wydawnicza, 2002. ISBN 83-7073-341-7.
- Ptaki w domu, Multico Oficyna Wydawnicza, 2001. ISBN 83-7073-324-7.
- Hodowla ptaków ozdobnych, Multico Oficyna Wydawnicza, 2000. ISBN 83-7073-159-7.

## Filmoteka
- Żywy Bałtyk – cykl filmów przedstawiający świat zwierząt i roślin związanych z Morzem Bałtyckim, w szczególności z obszarami objętymi ochroną w ramach sieci Natura 2000 (TVP).
- Prywatne życie zwierząt – cykl dokumentalny, w którym dr Kruszewicz, wprowadza widzów w intrygujący świat zwyczajów zwierząt. Robi to z przymrużeniem oka, wyłapując zabawne podobieństwa do ludzkich zachowań (TVP).

## Fonoteka
- Latające radio doktora Kruszewicza - autorska audycja radiowa w Radiu Dla Ciebie (od 2017).